# Ахмед Мідхат
Ахмед Мідхат (тур. Ahmed Midhat; 1844, Стамбул, Османська імперія — 1913, Стамбул, Османська імперія) — турецький письменник, перекладач, видавець і журналіст черкеського походження.